# Шарков Андрій Анатолійович
Андрій Анатолійович Шарков, (15 січня 1958) — радянський та російський актор.

## Біографія
Андрій Анатолійович Шарков народився 15 січня 1958 року у Мурманську. Закінчив Горьківське театральне училище у 1979 році. Шарков працював у багатьох театрах. Також актор працює на телебаченні та бере участь у кінематографічних проектах.

## Телебачення
- Виклик-1 (2006)
- Відплата (2011)